# Marilyn Bronfman
Marylin Eugenia Crenovich Schneider (Nueva York, 21 de septiembre de 1926), conocida artísticamente como Marilyn Brongman, es una artista visual estadounidense-chilena. 

## Biografía
Marylin Crenovich Schneider nació en Nueva York el 21 de septiembre de 1926. Ambos progenitores se conocieron en Estados Unidos, donde vivieron varios años y donde nació Marylin. Sus ancestros llegaron inicialmente a Argentina desde Odesa (Rusia) en 1890, su padre nació en Buenos Aires y su madre llegó de muy niña en 1912. 
En una visita a sus familiares en Santiago, Marylin conoció a Jorge Bronfman Horovitz, con quien se casó y obtuvo la nacionalidad chilena. 
Desde muy niña tuvo talento para el dibujo lo que le motiva a estudiar artes visuales y plásticas además de historia del arte y filosofía. Con Emilio Petoruti y  Lucio Fontana aprende el dibujo y la escultura respectivamente en Buenos Aires; estudia también cerámica en la Escuela Industrial de Cerámica de Argentina. 
Entre los años 1955 y 1970 estudió Pintura en Chile con Gregorio de la Fuente donde fue alumna libre de la Universidad de Chile teniendo a Gracia Barrios, como maestra de dibujo, y a José Balmes de pintura. La enseñanza de la escultura la continua en Chile y sigue siendo impulsada con Raúl Vargas Madariaga y el grabado lo perfecciona con Florencia de Amesti y Julio Palazuelos.

## Obra
En los años 60, a propósito de las Bienales de Grabado, Bronfman ingresó nuevamente a la universidad para perfeccionar sus técnicas, las mismas que no variaron hasta el final de su carrera. En Chile al pertenecer al  mítico Taller 99, que por los años 56 dirigió Nemesio Antúnez (conocido arquitecto, pintor y, más tarde, director del Museo Nacional de Bellas Artes) Bronfman resultó ser parte del colectivo de grabado más antiguo del continente dejando gran huella para las artes visuales en Chile. Gracias a la continua labor del taller 99 para el fomento del arte nacional grandes figuras de la plástica nacional, entre ellas Marylin Bronfman sitúan a esta técnica como un lenguaje que en el país ya es autónomo, que tiene valores propios y es autosuficiente por ser un medio expresivo capaz de popularizarse rápidamente en el ámbito local.  
Los temas que la inspiran son varios, como la Torá, el judaísmo, los Andes, la música, la filosofía, etc. La calidad de sus trabajos le ha llevado a ser considerada una de las figuras más destacadas del grabado en Latinoamérica. 

## Colecciones públicas
Obras en colecciones de museos
- MUSEO NACIONAL DE BELLAS ARTES; CHILE: Existe Dios y La Torre Secreta Del Tablero
- MUSEO DE BELLAS ARTES DE VALPARAÍSO, CHILE: Sinfonía 13/20
- MUSEO DE ARTE CONTEMPORANEO: El Pabellón de la Límpida Soledad y El Laberinto de Ts'ui Pên
- PINACOTECA DE LA UNIVERSIDAD DE CONCEPCIÓN: Pide una Señal... y Cordillera de Los Andes
- MUSEO NACIONAL DEL GRABADO, BUENOS AIRES: Dédalo, laberinto, enigma, El Zahir, Yahvé es mi pastor y Existe Dios
- INSTITUTO DE CULTURA PUERTORRIQUEÑA, SAN JUAN, PUERTO RICO: Hazme Saber, Jahveh... y Ya estamos...
- CASA DE LA CONFEDERACIÓN, JERUSALÉN, ISRAEL: El Pueblo que andaba a oscuras...

## Exposiciones

### Premios y distinciones
- 1973 Primer Premio Grabado, Primera Bienal de Arte de Valparaíso, Chile.
- 1976 Segunda Medalla Dibujo y Grabado, Concurso Metropolitano del Certamen Chileno de Artes Plásticas, Santiago, Chile.
- 1979 Tercer Premio, Concurso Nacional de Grabados en Miniatura, Instituto Chileno Norteamericano, Santiago, Chile.
- 1993 Revista Paula-Grabado de la Exposición Borges seleccionado para su afiche de fin de año. Santiago, Chile
- 1998 Artista Invitada a la XII Bienal de San Juan del Grabado Latinoamericano y del Caribe, San Juan, Puerto Rico.
- 2003 Artista Invitada a la III Bienal L'Arte e Il Torchio, Cremona, Italia.
- 2009 Un Breve Círculo, Instituto Cultural de Las Condes, Santiago, Chile.

### Exposiciones individuales
- 1971 Instituto Cultural de Las Condes, Santiago, Chile.
- 1973 Galería Point, Santiago, Chile.
- 1973 Galería Escala, Bogotá, Colombia.
- 1974 Galería Cal, Santiago, Chile.
- 1983 Universidad del Bío Bío, Concepción, Chile.
- 1984 Voces-Grabados, Instituto Cultural de Las Condes, Santiago, Chile.
- 1985 Grabados, Sala Universitaria, Concepción, Chile.
- 1988 Marylin C. Bronfman - Grabados. Instituto Cultural de Las Condes, Santiago, Chile.
- 1989 Grabados, Sala Universitaria, Concepción, Chile.
- 1993 Homenaje a Borges, Instituto Cultural de Providencia, Santiago, Chile.
- 1995 Grabados, Casa de la Confederación Sionista, Jerusalén, Israel.
- 1996 Grabados, exposición Itinerante, Museo Rybak, Bat Yam, Israel.
- 1997 Grabados, Exposición Itinerante, Centro Cultural Carmiel, Galería Municipal Ashkelón, Centro de Música, Eylat, Israel.
- 1998 Poetas, Museo Nacional del Grabado, Buenos Aires, Argentina.
- 1998 Poetas, Instituto Bayard, Buenos Aires, Argentina.
- 1999 Poetas, Galería de Arte El Caballo Verde, Concepción, Chile.

### Exposiciones colectivas
- 1962 VII Salón de primavera, Ñuñoa, Santiago, Chile.
- 1970 Instituto Cultural de Las Condes, Santiago, Chile.
- 1971 Instituto Cultural de Las Condes, Santiago, Chile.
- 1971 XII Salón de Otoño, Valparaíso, Chile.
- 1972 Instituto Cultural de Las Condes, Santiago, Chile.
- 1973 I Bienal de Arte de Valparaíso, Chile.
- 1974 Salón de la Facultad de Bellas Artes, Museo de Arte Contemporáneo, Universidad de Chile, Santiago, Chile.
- 1975 II Bienal Internacional de Arte de Valparaíso, Chile.
- 1975 Jorge Luis Borges en la Plástica, Museo de Arte Contemporáneo, Santiago, Chile.
- 1976 I Salón Sur Nacional de Arte, Concepción, Chile.
- 1976 II Concurso Colocadora Nacional de Valores, Museo Nacional de Bellas Artes, Santiago, Chile
- 1976 Grabados Chilenos, Instituto Chileno Francés de Cultura, Santiago, Chile.
- 1976 Segunda Selección del Primer Salón Sur Nacional de Arte, Museo Nacional de Bellas Artes, Santiago, Chile.
- 1976 Certamen Nacional Chileno de Artes Plásticas, Museo de Arte Contemporáneo, Universidad de Chile, Santiago, Chile.
- 1976 Salón Santiago de Chile, Museo de Arte Contemporáneo, Universidad de Chile, Santiago, Chile.
- 1976 Tres Grabadoras, Galería Paulina Waugh, Santiago, Chile.
- 1977 Grabadores, Galería Skira, Santiago, Chile.
- 1977 Gráfica, Homenaje al 10° Aniversario del Centro de Perfeccionamiento, Museo Nacional de Bellas Artes, Santiago, Chile.
- 1977 Colectiva de Gráfica, Galería Bellavista, Santiago, Chile.
- 1979 Grabados, Pinturas, Esculturas, Galería Williamson, Santiago, Chile.
- 1979 IV Bienal del Grabado Latinoamericano - Instituto de Cultura Puertorriqueña, San Juan, Puerto Rico.
- 1979 Concurso Nacional de Grabados en Miniatura, Instituto Chileno - Norteamericano de Cultura, Santiago, Chile.
- 1979 Informe Seminario de Grabado por el Profesor Eugenio Téllez, Instituto Chileno - Francés de Cultura, Santiago, Chile.
- 1980 Concurso Centenario del Museo Nacional de Bellas Artes, Mención Grabado, Museo Nacional de Bellas Artes, Santiago, Chile.
- 1981 Galería El Claustro, Santiago, Chile.
- 1981 V Bienal del Grabado Latinoamericano, Instituto de Cultura Puertorriqueña, San Juan, Puerto Rico.
- 1981 Concurso Grabados en Miniatura, Instituto Chileno Norteamericano, Santiago, Chile.
- 1981 Grabadores Chileno, Museo Nacional de Bellas Artes, Santiago, Chile.
- 1981 II Concurso Nacional de Minigrabados, Instituto Chileno Norteamericano de Cultura, Santiago, Chile.
- 1982 Grabados, Instituto Chileno Norteamericano de Cultura, Concepción, Chile.
- 1982 Concurso de Grabados Goethe, Instituto Chileno Alemán de Cultura, Santiago, Chile.
- 1982 II Salón Sur Nacional de Arte-Pintura y Grabado, Concepción, Chile.
- 1983 Ilustraciones de Chistes para desorientar a la poesía de Nicanor Parra, Galería Época, Santiago, Chile.
- 1983 VI Bienal de Grabado Latinoamericano, San Juan de Puerto Rico.
- 1983/4/5 Exposición Gráfica Chilena, Japón: Tokio-Osaka; República Popular China: Peking; Israel: Jerusalén; Rumania: Bucarest; Sud África: Pretoria.
- 1984 Autorretrato de Inés Paulino, Galería Sur, Santiago, Chile.
- 1987 Segunda Exposición de Arte de la Mujer, Nueva Delhi, India.
- 1988 Primer Concurso Nacional de Grabado Tradicional, Visión de mi Tierra, Sala Escuela Moderna de Música, Santiago, Chile.
- 1988 Semana de Israel, Campus Oriente, Universidad Católica de Chile, Santiago, Chile.
- 1989 Centro de Grabado, Galería La Fachada, Santiago, Chile.
- 1989 Centro del Grabado, Galería Praxis, Santiago, Chile.
- 1989 Pintores de Chile, Cámara Chilena de la Construcción, Santiago, Chile.
- 1990 Gráfica, Dibujo y Grabado Chileno y Extranjero, Colección Museo Nacional de Bellas Artes, Santiago, Chile.
- 1990 Centro del Grabado Chileno, Galería La Fachada, Santiago, Chile.
- 1990 Instituto Chileno Norteamericano, Concepción, Chile.
- 1990 Museo Abierto, Museo Nacional de Bellas Artes, Santiago, Chile.
- 1990 Santiago, Un nombre para el Arte, Primer Concurso Banco de Santiago, Museo Nacional de Bellas Artes, Santiago, Chile.
- 1991 IX Bienal del Grabado Latinoamericano y del Caribe, San Juan, Puerto Rico.
- 1991 Centro del Grabado, Plaza Mulato Gil de Castro, Santiago, Chile.
- 1992 Arte Hoy, El Grabado en Chile, Parque Cerrillos, Santiago, Chile.
- 1992 10 x 10 x 100, Grabados en Miniatura, Instituto Cultural de Las Condes, Santiago, Chile.
- 1992 Exposición Internacional de Arte Postal, Museo de Arte Contemporáneo, Universidad de Chile, Santiago, Chile.
- 1993 Chile-Israel, Instituto Cultural de Las Condes, Santiago, Chile.
- 1994 Homenaje a René Magritte, Exposición Internacional de Arte Postal, Museo de Arte Contemporáneo, Universidad de Chile, Santiago, Chile.
- 1994 100 Años de Huidobro, Exposición Internacional de Arte Postal, Museo de Arte Contemporáneo, Universidad de Chile, Santiago, Chile.
- 1994 Primera Muestra Latinoamericana de Miniprint en Rosario, Centro Cultural Parque de España, Rosario, Argentina.
- 1994 Encuentro de Minigrabados, Universidad de Panamá, Panamá.
- 1994 Muestra Itinerante de Miniprint, Museo de Bellas Artes, Rosa Galisteo de Rodríguez, Santa Fé, Argentina.
- 1995 II encuentro Internacional de Grabado, Galería de Arte Balboa, Panamá, República de Panamá.
- 1996 III encuentro Internacional de Grabado, Galería Dexa, Universidad de Panamá, República de Panamá.
- 1996 II Muestra Latinoamericana Miniprint en Rosario, Centro Cultural Parque de España, Rosario, Argentina.
- 1997 Mensajeros del Arte, Instituto Chileno-Israelí de Cultura, Santiago, Chile.
- 1997 Instituto Cultural de Las Condes, Santiago, Chile.
- 1998 Estampas Mini-Print, 56 Grabadores Chilenos, Corporación Cultural de Las Condes, Santiago, Chile.
- 1998 XII Bienal de San Juan del Grabado Latinoamericano, Instituto de Cultura Puertorriqueña, San Juan, Puerto rico.
- 1998 Estampas Mini-Print-56 Grabadores Chilenos, Casa de la Cultura de San Bernardo, Región Metropolitana, Chile.
- 2000 V Trienal Mundial de Estampas, Chamalières, Francia.
- 2000 I Mostra Internacional de Mini Gravura Vitória 2000, Museo de Arte Do Espírito Santo, Vitória, Brasil.
- 2001 Cuatro Fragmentos Cardinales, Buenos Aires, Argentina.
- 2002 II Bienal Argentina de Gráfica, Buenos Aires, Argentina.
- 2003 IVTrienal de Gráfica, Bitola, Macedonia.
- 2003 II Muestra Internacional de Miniprint, Rosario, Argentina.
- 2003 III Exhibición L'Arte e il Torchio, Cremona, Italia.
- 2004 III Bienal Argentina de Gráfica Latinoamericana, Buenos Aires, Argentina.
- 2004 Exposición de Arte Gráfico Iberoamericano, Museo de Huelva, Huelva, España.
- 2004 V Trienal de Gráfica, Vilnius, Lituania.
- 2004 IV Festival Gravura, Évora, Portugal.
- 2004 VI Trienal Mundial de Estampas, Chamalières, Francia.
- 2005 Arte Postal, Concepción, Chile.
- 2005 25 Miniprint, Internacional de Cadaqués, España.
- 2005 III Muestra Internacional de Miniprint, Rosario, Argentina.
- 2005 IV Exhibición L'Arte e il Torchio, Cremona, Italia.
- 2006 IV Bienal Argentina de Gráfica, Buenos Aires, Argentina.
- 2006 V Festival Gravura, Évora, Portugal.
- 2006 26 Miniprint, Internacional de Cadaqués, España.
- 2007 V Exhhibición L'Arte e il Torchio, Cremona, Italia.
- 2007 27 Miniprint, Internacional de Cadaqués, España.